# John Day (impressor)
John Day (ou Daye) (1522 - 23 de julho de 1584) foi um impressor inglês. Se dedicou a imprimir e distribuir literatura protestante, produzindo diversos livros religiosos em pequenos formatos, como cartilhas, panfletos, sermões e traduções de salmos. No entando, ele ganhou fama por ter editado e publicado Actes and Monuments de John Foxe, também conhecido como O livro dos Mártires. Este foi o maior livro em questão de tamanho e tecnologia publicado na Inglaterra durante o século XVI.
John Day chegou ao apogeu da sua carreira durante o reinado de Eduardo VI (1547–1553). Neste tempo, as restrições às editoras foram reduzidas, e uma onda de propaganda para a reforma inglesa foi incentivada pelo governo do Lorde Protetor, Eduardo Seymour, 1.º Duque de Somerset.
Durante o reinado da rainha católica Maria I, muitos editores protestantes fugiram para o continente, mas John continuou na Inglaterra publicando literatura protestante, até que fosse capturado e preso por suas atividades.
Quando Isabel I ascendeu ao trono, John retornou as suas instalações em Aldersgate, Londres. Ele desfrutou do patrocínio de altos funcionários e nobres, incluindo William Cecil, Robert Dudley e Matthew Parker. Com esse apoio, ele publicou O Livro dos Mártires de  Foxe e teve monopólio sob alguns dos mais populares livros ingleses, como The ABC with Little Catechism e The Whole Booke of Psalmes.  John Day, cuja habilidade técnica combinava com sua perspicácia empresarial, foi chamado de "o mestre impressor da Reforma Inglesa".  Ele foi o primeiro impressor a utilizar uma fonte que remete aos caracteres saxões e aperfeiçoou as fontes gregas e itálicas. Faleceu em 1584, após ter se dedicado à atividade de impressor por quase quarenta anos. 

## Carreira inicial
As origens de John Day e os primeiros anos de sua vida são desconhecidos. Acadêmicos acreditam que ele nasceu e cresceu em Dunwich, devido ao fato de ter sido o proprietário de uma casa no local, no entanto, nenhum registro paroquial da Igreja de São Pedro, em Dunwich, sobreviveu para iluminar a suposta conexão de Day com a cidade, e o seu nome não aparece nas declarações de subsídios locais ou listas de convocação no período de 1549 a 1600. Possivelmente ele morou em Londres por volta de 1540, pois em um relatório da cidade seu nome é mencionado como ex-empregado do editor e físico Thomas Raynalde. Em 1546, ele provavelmente foi um dos vinte homens que receberam o título ''Liberdade da Cidade'', uma honra concedida por um município a um membro valioso da comunidade, que no caso de Day foi por seu trabalho para a Venerável Companhia de Bowyers.
No ano seguinte, ele começou a imprimir com seu parceiro, William Seres, os dois operavam na paróquia do Santo Sepulcro, em Londres. Day e Seres se especializaram em imprimir trabalhos religiosos, como os que eram impressos por Robert Crowley, principalmente relacionados às controvérsias teológicas da época. A medida em que a reforma protestante avançava rapidamente, as leis contra a publicação de trabalhos considerados heréticos estavam sendo mais flexibilizadas. Em 1548, dez dos vinte trabalhos publicados por eles eram dedicados a criticar e refutar a crença católica na transubstanciação. Uma destas publicações, foi o poema sátirico escrito por Luke Shepherd, entitulado John Bon and Mast Person, o qual quase o levou à prisão por tê-lo publicado. No entanto, um oficial evangélico da Guarda real, chamado Edward Underhill, impediu a prisão de Day. Day e Seres tambem publicaram importantes trabalhos de protestantes continentais para o mercado inglês, mais notavelmente A Simple and Religious Consultation, de Hermann Von Wied, publicado na inglaterra em 1547.
Em 1549, Day abriu sua nova loja em Cheapside, e no próximo ano, ele e Seres tiveram sucesso suficiente para amigavelmente separar seus negócios. Day montou sua nova casa e gráfica em Aldersgate na paróquia de St Anne e St Agnes, e transferiu-se da  empresa Stringers' para a Stationers' Company. Day achou a cidade de Aldersgate amigável aos estrangeiros, o que considerou útil para atrair trabalhadores holandeses qualificados, nos quais ele confiou ao longo de sua carreira. Logo no início de sua carreira, Day se estabeleceu como um impressor de qualidade, e reimprimiu uma edição elaborada da bíblia que previamente produziu com William Seres.
No ano seguinde, garantiu a valiosa patente para publicar os trabalhos de John Ponet e Thomas Beccon. Isso mexeu com um de seus concorrentes, Reginald Wolfe, o qual já possuia o direito de publicar o catecismo de Ponet em latim. Day colheu mais benefícios no acordo do que Wolfe, uma vez que as impressões em inglês eram mais usadas do que as em latim, e uma cartilha foi eventualmente anexada ao catecismo de Ponet.
Com uma reputação de protestante piedoso e com conexões com pessoas como John Dudley, William Cecil, e Catherine Willoughb, uma carreira de sucesso parecia assegurada para Day. No entando, Maria I ascendeu ao trono em 1553, assim, todo o cenário religioso do país mudou. Por anos, acreditava-se que com a ascenção de Maria ao trono, Day fugiria para o continente, evitando à perseguição. Porém, evidências tipográficas e outras convenceram os estudiosos de que Day estabelecu uma imprensa clandestina vinculada a William Cecil, em Lincolnshire, onde continuou a publicar trabalhos protestantes polêmicos sobre o pseudônimo de Michael Wood.  Os panfletos incluiam escritos de protestantes como Jane Grey, John Hooper, e Stephen Gardiner, além de ataques à rainha Maria e aos seus conselheiros.
De acordo com o diários de Henry Machyn, em 16 de outubro de 1554, Day foi capturado e preso na Torre de Londres, acusado de publicar ''livros obcenos''. No Livro dos Mártires, John Foxe registrou declarações feita à Day pelo futuro mártir John Rogers, "falou estando então na prisão, ao impressor deste livro, que então também estava preso por motivos religiosos". Day foi liberto no próximo ano e foi permitido que ele continuasse a tralhar imprimindo, mas não obras de autores protestantes. Sua liberdade foi concedida possivalmente devido a falta de impressores, dado o fato de que muitos trabalhadores protestantes estrangeiros se refugiaram no continente.  Ele se reuniu com Seres (o qual recentemente  também havia sido liberto da prisão) para produzir trabalhos sobre o catolicismo para o impressor católico John Wayland, um salto gritante se comparado aos trabalhos protestantes que publicavam antes da prisão. Ele também trabalhou como impressor oficial da Cidade de Londres por dois anos.

## Período elizabetano

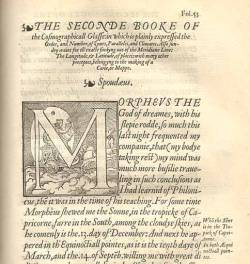
Uma página do Cosmographical Glasse de Cuningham impressa por Day em 1559.

Em 1558, com a morte de Maria e a ascenção de Isabel I ao trono, os negócios de de Day floresceram novamente. Day estava relativamente proximo à Cecil, o qual tinha se tornado um dos principais conselheiros da rainha. Através dele, John Day conseguiu o valioso monopólio de impressão de cartilhas.  Ele também criou laços com Roberto Dydley, filho de John dudley, um dos favoritos da rainha. Com a ajuda de seus apoiadores, Day conseguiu uma petente lucrativa, ao garantir o direito de publicar a obra de William Cuningham intitulada Cosmographical Glasse.  Em 1559 ele produziu a primeira edição desta obra, usando uma nova fonte itálica de melhor qualidade (provavelmente cortrada por François Guyot) e um impressioante número de xilogravuras.  Day tomou os altos custos da produção para si mesmo, uma vez que sabia que o trabalho solidificaria sua reputação como um impressor mestre. Sua patente para imprimir os trabalhos de Cuningham — seu primeiro trabalho no periodo elizabetano —  o concedeu direitos exclusivos durante toda a vida.
Day se aproveitou do monopólio, restabelecendo sua patente eduardiana da cartilha The ABC with Little Catechism. Em 1559, ele obteve uma patente para The Whole Booke of Psalmes, Collected into English Meter, um saltério métrico, compilado principalmente por Thomas Sternhold e John Hopkins, que Day publicou pela primeira vez em 1562. A Stationers' Company garantiu a Day o direito de imprimir todos os exemplares. Apesar de que geralmente os salmos eram aprendidos de cor, o negócio provou ser lucrativo, refletindo um aumento na cultura musical durante o período. The Whole Booke of Psalmes se tornou o livro mais vendido e o saltério inglês padrão de sua época. Os monopólios de Day sobre essas obras perenemente populares seriam a base de grande riqueza ao longo dos anos e de muitos conflitos entre ele e seus colegas papeleiros. Em processos judiciais perto do fim da vida de Day, estimou-se que essas patentes específicas valiam entre £ 200 e £ 500 por ano.

### Atos e Monumentos (O livro dos mártires)
Em 1563, Day empreendeu o trabalho pelo qual é mais conhecido, Actes and Monuments de John Foxe (também chamado de O Livro dos Mártires). Day e Foxe provavelmente se conheceram por meio de Cecil, e os dois se tornaram colaboradores próximos. Foxe estava entre aqueles que aproveitaram os avanços no comércio de impressão como uma ferramenta para a disseminação da Reforma Protestante. Acredita-se que Foxe, que revisou e adicionou material enquanto o livro estava sendo editado, na verdade morou na loja de Day em Aldersgate. Há evidências de que durante a produção do livro ele certamente recebeu correspondência lá e visitou o local regularmente. Day investiu pesadamente tempo e dinheiro na produção do livro de Foxe, o maior projeto de publicação realizado na Inglaterra até então, e participou ativamente da compilação do material. Day usou mudanças nos tamanhos e tipos das fontes para distinguir as inserções editoriais de Foxe dos textos que ele usou como fonte. O luxuoso fólio resultante, repleto de xilogravuras, era um item de luxo caro, mas vendeu bem e Day lucrou com seu investimento.
|  |  |

Day continuou a assumir projetos desafiadores e difíceis. Ele já havia impresso o primeiro livro inglês de música sacra em 1560. Em 1567, Matthew Parker, o então Arcebispo de Canterbury, encomendou a Day a impressão de uma coleção de escritos atribuídos a Elfrico de Eynsham, do século X. Para este trabalho, Day, conhecido por suas fontes finas e variadas, mandou cortar a primeira fonte em estilo anglo-saxão. O custo foi  suprido por Parker, talvez o patrono mais importante de Day. A fonte pode ter sido projetada por François Guyot, um fundador de fontes francês conhecido por ter trabalhado para Day e vivido em sua casa. Day usou a mesma fonte para imprimir Archaionomia de Lambarde (uma coleção de leis anglo-saxônicas) em 1568. Em 1570, ele imprimiu a editação inglesa de Os Elementos, traduzida por Billingsley e editada por John Dee, que incluía diagramas dobráveis e móveis — um dos primeiros livros impressos a fazê-lo.  No mesmo ano, ele imprimiu o Scholemaster de Roger Ascham.
Day e Foxe concluíram uma segunda edição do Livro dos Mártires em 1570. Era ainda maior que a primeira — um total de 2.300 páginas em dois enormes volumes de fólio — e, a certa altura, Day ficou sem papel (que ele importou) e teve que juntar folhas menores para continuar seu trabalho. Esta edição recebeu reconhecimento oficial: William Cecil e o Conselho Privado orientaram a igreja a garantir que cópias estivessem disponíveis para os paroquianos e, em 1571, a Convocação ordenou que cada igreja catedral e a casa de cada membro sênior do clero tivessem uma cópia. A edição foi registrada como custando dezesseis xelins, aproximadamente o equivalente a dois meses de salário de um trabalhador qualificado de Londres na época.

### Anos finais e legado

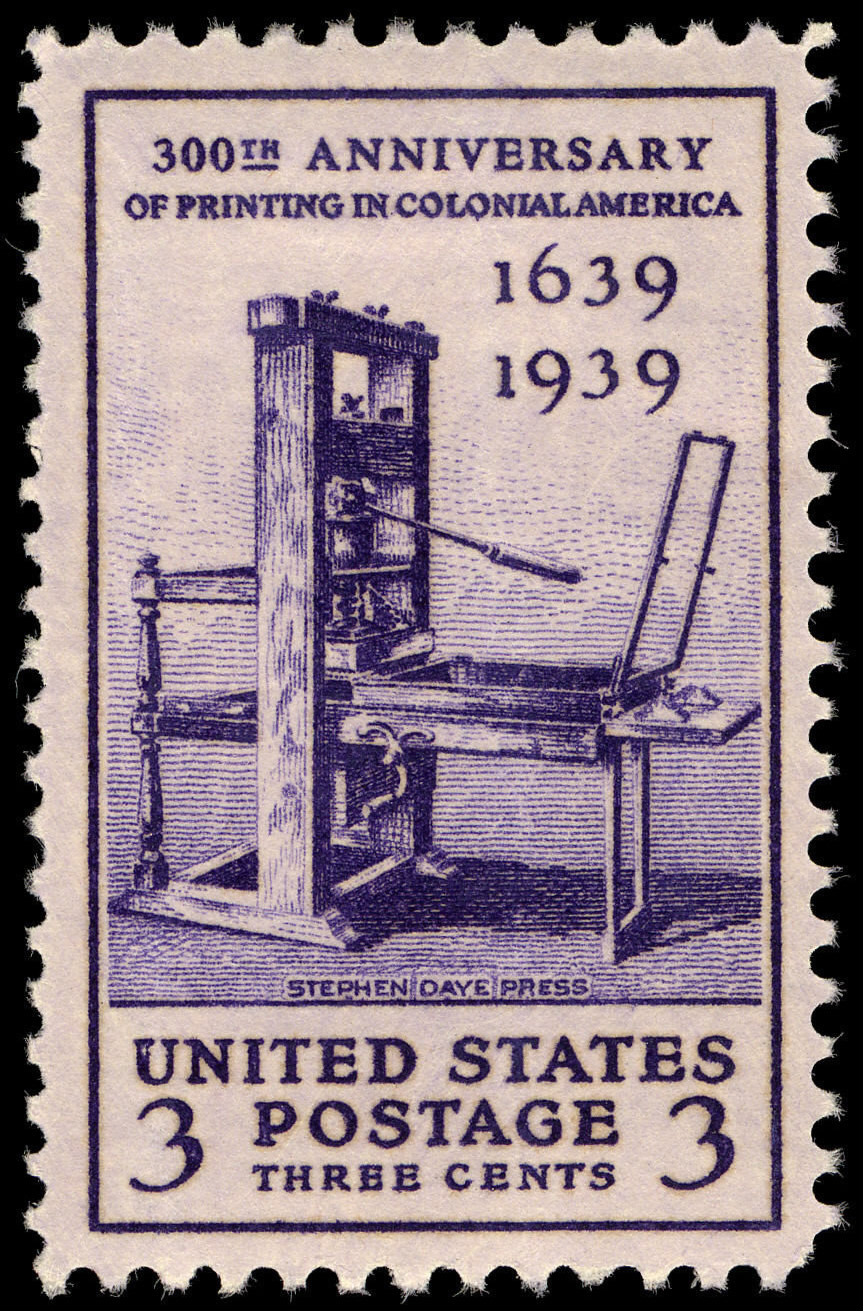
Em 1939, o Correio dos EUA emitiu um selo representando a prensa de Daye, comemorando o 300º aniversário da impressão na América colonial.

No final dos anos 1570, membros mais pobres da Stationers' Company se descontentaram abertamente contra a quantidade extensiva de patentes de Day. Ele foi obrigado a ir ao tribunal contra impressores que pirateavam trabalhos aos quais ele possuia os direitos. Entre os que ele levou ao julgamento estava Roger Ward, o qual adimitiu ter pirateado mais de 10 mil cópias do ABC com catecismos em uma fonte que imitava a de Day. O antigo aprendiz e subcontratado de Day, John Wolfe, admitiu no tribunal que tinha pirateado o Livro Inteiro dos Salmos, mas justificou as suas acções alegando que os monopólios de Day constituíam uma restrição ao comércio. Wolfe liderou um grupo de "impressores pobres", como eles se autodenominavam, em uma campanha contra as patentes no final da década de 1570. Como resultado de uma investigação oficial, Day acabou sendo obrigado a conceder certos títulos à Companhia em benefício dos impressores mais pobres, mas manteve os títulos que mais imprimia.

Em 1580, Day tornou-se Mestre da Companhia de Papelaria e se concentrou vigorosamente em defender a indústria contra a pirataria. Seus poderes oficiais incluíam o direito de "busca e apreensão", que ele não hesitava em exercer em nome do comércio ou para promover seus próprios interesses. Em 1584, ele enviou homens para invadir as instalações de Wolfe e destruir qualquer material relacionado a suspeitas de pirataria. Quatro anos antes, ele havia destruído o equipamento de impressão de seu filho Richard, após Richard imprimir o ABC e os Salmos sem sua permissão. Embora Richard fosse tecnicamente co-titular da patente desses títulos, John Day o processou judicialmente e praticamente destruiu sua carreira de impressão.

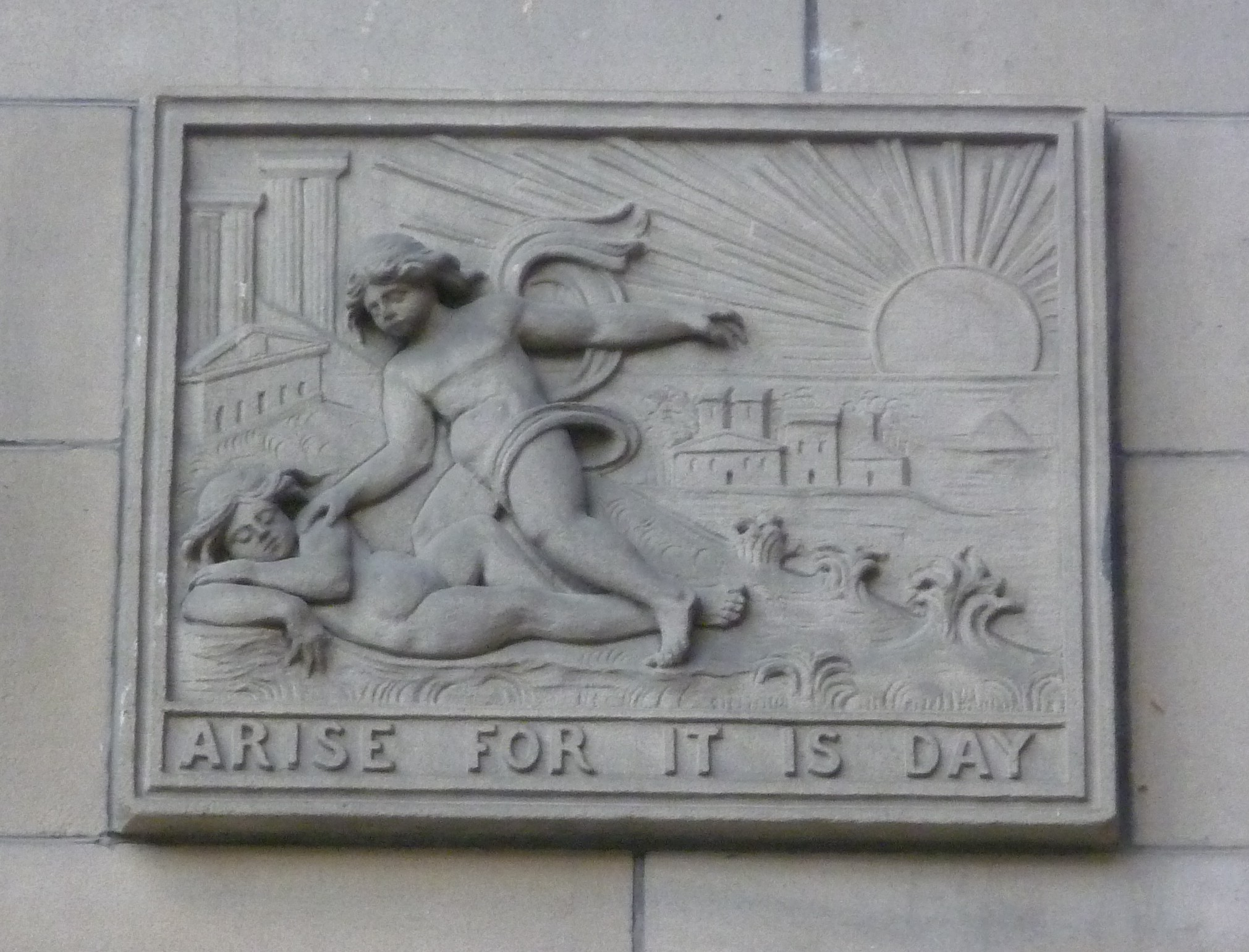
Placa em homenagem à John Day, Biblioteca Central de Edimburgo.

Em 1582, a saúde de Day começou a se deteriorar rapidamente. Embora debilitado, ele correu para completar outra edição de Atos e Monumentos (O Livro dos Mártires) em 1583, imprimindo-a em pelo menos quatro prensas. Era incomum que livros desse tamanho e ambição ultrapassassem uma ou duas edições. As Crônicas de Holinshed, o único livro da época a rivalizar com o Livro dos Mártires em escopo e reputação, nunca teve uma terceira edição.
Day faleceu em 23 de julho de 1584 em Walden, Essex. Casou-se duas vezes e teve vinte e quatro filhos. Seus filhos mais velhos do primeiro casamento foram Richard (nascido em 21 de dezembro de 1552) e Edward, enquanto seus filhos mais velhos da segunda esposa, Alice, foram John (religioso) e Lionel (estudante). O dispositivo impressor de Day mostrava um homem dormindo despertando, com o lema "Levanta-te, pois é Dia", tanto um trocadilho com seu nome quanto uma alusão à nova era da reforma religiosa, na qual ele foi uma figura significativa.

## Citações
- Alford, Stephen (2002). Kingship and Politics in the Reign of Edward VI. Cambridge: Cambridge University Press. ISBN 0-521-66055-6.
- Evenden, Elizabeth (2004). "A Biography of John Day" in John Foxe, Acts and Monuments, The Variorum Edition (hriOnline, Sheffield 2004). Retrieved on 2 January 2008.
- Evenden, Elizabeth; and Julian Roberts (2004). "Bibliographical Aspects of the Acts and Monuments" in John Foxe, Acts and Monuments, The Variorum Edition Arquivado em 16 maio 2011 no Wayback Machine (hriOnline Arquivado em 16 maio 2011 no Wayback Machine, Sheffield 2004). Retrieved on 2 January 2008.
- Fairfield, Leslie P (1972). "The Mysterious Press of 'Michael Wood' (1553–1554)". The Library, 5th series: 27 (3). pp. 220–232. Retrieved on 2 January 2008.
- Hattaway, Michael (2005). Renaissance and Reformations: An Introduction to Early Modern Literature. Oxford: Blackwell. ISBN 1-4051-0044-3.
- King, John N (1999). "The book trade under Edward VI and Mary I". In The Cambridge History of the Book in Britain. Volume 3: 1400–1557. Lotte Hellinga and J. B. Trapp (eds.). Cambridge: Cambridge University Press. ISBN 0-521-57346-7.
- King, John N (2006). Foxe's 'Book of Martyrs' and Early Modern Print Culture. Cambridge: Cambridge University Press. ISBN 0-521-86381-3.
- King, John N (2002). "John Day: master printer of the English Reformation". In The Beginnings of English Protestantism. Peter Marshall and Alec Ryrie (eds). Cambridge: Cambridge University Press. ISBN 0-521-00324-5.
- Machyn, Henry. "Diary: 1554 (July – Dec)" in Nichols, John Gough: The Diary of Henry Machyn: Citizen and Merchant-Taylor of London (1550–1563), from A.D. 1550 to A.D. 1563 (1848). Retrieved on 3 January 2008.
- Miller, Miriam. "Day, John". Grove Music Online Arquivado em 16 maio 2008 no Wayback Machine (subscription required). ed. L. Macy. Retrieved on 4 January 2008.
- Pettegree, Andrew (September 2004; online edition: October 2006). "Day, John (1521/2–1584)". Oxford Dictionary of National Biography. Retrieved on 2 January 2008.
- Smith, Jeremy L (2003).  Thomas East and Music Publishing in Renaissance England. New York: Oxford University Press. ISBN 0-19-513905-4.